# Сатанинський храм
«Сатанинський храм» (англ. The Satanic Temple) — американська група громадських активістів, яка має статус релігійної організації та використовує сатанинську символіку для пропаганди егалітаризму, соціальної справедливості та секуляризму. Група займається громадською діяльністю, політичним лобіюванням і висміюванням відносин між державою і християнськими організаціями.
Представники «Сатанинського храму» заявляють, що Сатана є для них не надприродною істотою, а літературним образом, символом «вічного заколотника» проти свавілля влади і соціальних норм.
Наприкінці 2024 року Сатанинський храм був визнаний «небажаною організацією» в Росії.

## Створення
«Сатанинський храм» створили 2013 року випускники Гарвардського університету, які взяли собі псевдоніми Малколм Джаррі і Люсьєн Гривз, для дискредитації програм підтримки християнських організацій з боку держави, про що вони планували зняти документальний фільм. Як консультанта запросили діяча андеграунду, журналіста і кінорежисера Шейна Багбі, який раніше перебував у Церкві Сатани.

## Вчення
Ідеологія «Сатанинського храму», зафіксована в документі «Сім основних принципів», будується на положеннях світського гуманізму: співчутті до людей, боротьбі за справедливість, недоторканності людського тіла, повазі до чужих свобод, науковому методі розуміння світу.
Культовою для членів організації є книга Анатоля Франса «Повстання ангелів» (1914).

## Місія
Сатанинський храм визначає свою місію так:
|  | Сатанинський храм існує з метою підтримки доброї волі і емпатії між усіма людьми, заперечення тиранічної влади, підтримки здорового глузду, опору несправедливості і здійснення благородних починань. Сатанинський храм публічно виступав проти груп ненависті, боровся за відмову від тілесних покарань у державних школах, звертався щодо надання рівного представництва у випадках розміщення релігійних конструкцій на державній власності, надавав пільги з релігійних міркувань і правовий захист перед лицем законів, які за відсутності наукових підстав, обмежують репродуктивну систему жінок, викривав псевдовчених, які практикують шкідливі для психічного здоров'я методи, нарівні з іншими релігіями організував свої клуби в школах, обложених проповідниками, а також здійснював інші заходи підтримки й захисту відповідно до наших принципів. |

## Принципи
«Сатанинський храм» керується сімома основоположними принципами:
1. Кожен повинен прагнути підходити до всіх істот з жалем і співчуттям, керуючись аргументами розуму.
2. Боротьба за справедливість — це постійне і необхідне прагнення, яке має переважати над законами та інституціями.
3. Тіло людини недоторканне і підвладне тільки її власній волі.
4. Слід поважати свободи інших, включно зі свободою образити почуття. Умисне і несправедливе посягання на свободи іншого означає відмову від своїх власних.
5. Будь-чия віра має відповідати його найповнішому науковому поясненню світу. Ніхто не повинен будь-коли спотворювати науково обґрунтовані факти з метою їх пристосування до своєї віри.
6. Людині властиво помилятися. Будь-хто, припустившись помилки, має зробити все від себе залежне, щоб виправити її й усунути будь-яку завдану шкоду.
7. Кожна заповідь — це керівний принцип, покликаний надихати благородство у справах і думках. Дух співчуття, мудрості і справедливості завжди має переважати над письмовим або усним словом.

## Діяльність

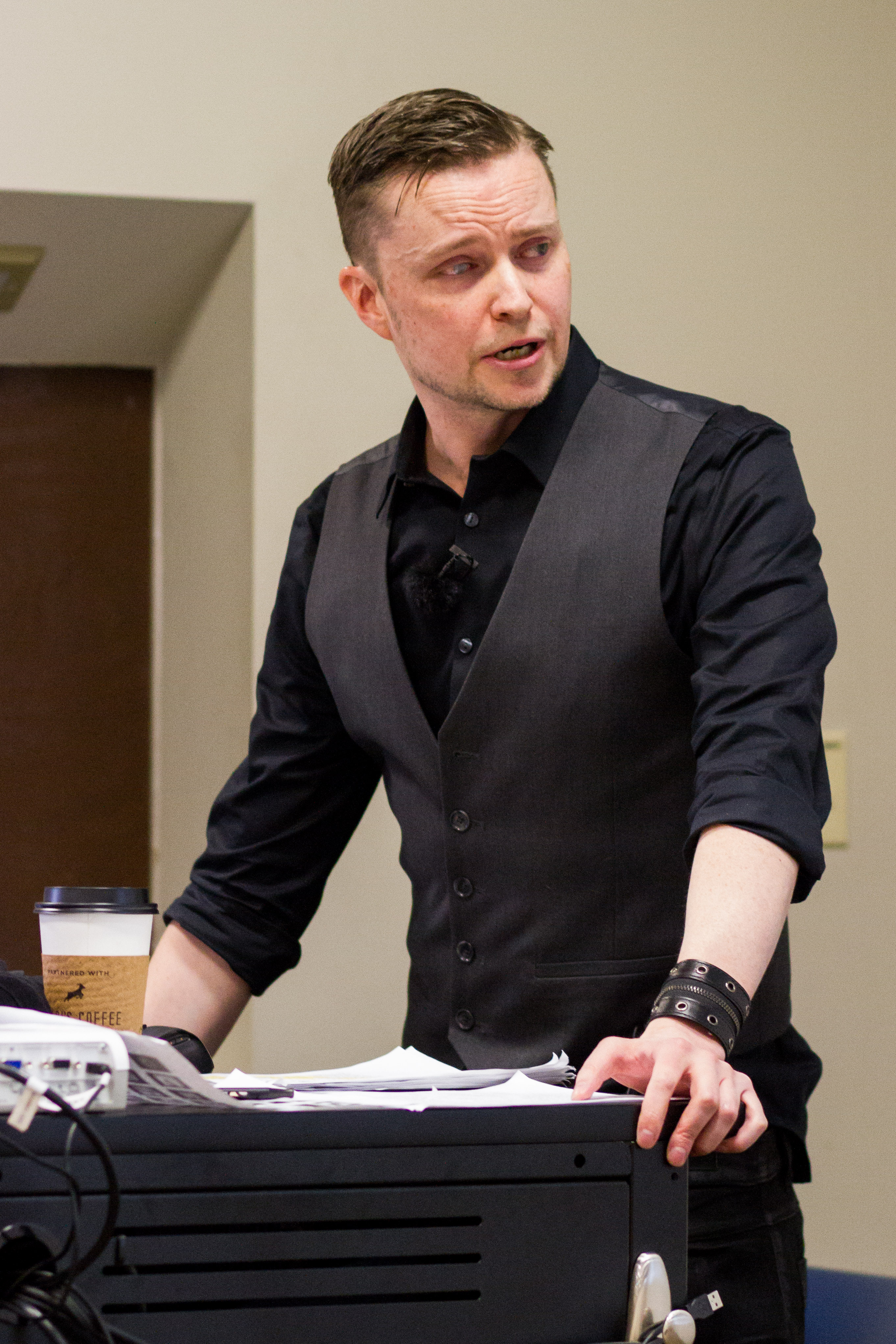
Люсьєн Гривз

### Демонстрація на Капітолії Флориди
Перша публічна акція «Сатанинського храму», що привернула увагу засобів масової інформації, відбулася 25 січня 2013 року, коли група представників організації в чорних мантіях з'явилася в Капітолії штату Флориди, щоб висловити своє схвалення губернатору Ріку Скотту, який виступив із законопроєктом про дозвіл студентам читати молитви на шкільних зборах. Оскільки в законопроєкті не вказується конкретна релігія, сатаністи заявили, що молитва може бути звернена «як до Ісуса, так і до Сатани». Роль адептів «Сатанинського храму» на цьому заході виконали запрошені актори.

### Рожева меса
У липні 2013 року представники «Сатанинського храму» на чолі з Люсьєном Гривзом провели ритуал, названий ними «рожевою месою», у Лодердейлі, штат Міссісіпі, на могилі Кетрін Джонстон (англ. Catherine Johnston), матері засновника Баптистської церкви Вестборо пастора Фреда Фелпса, відомого своїми радикальними висловлюваннями та акціями, спрямованими проти гомосексуалів. У ході церемонії дві одностатеві пари, чоловіча і жіноча, «висловлюючи свою любов», по черзі цілувалися на могилі, а Гривз, помістивши свої геніталії на надгробну плиту, прочитав заклинання, яке повинно було посмертно змінити сексуальну орієнтацію Джонстон і зробити її лесбійкою в потойбічному світі.
Люсьєн Гривз неодноразово позиціював себе захисником прав ЛГБТ. Члени «Сатанинського храму» розглядають одностатевий шлюб як релігійний обряд і стверджують, що його заборона порушує їхню релігійну свободу. В одному з інтерв'ю Гривз відзначив постійну участь в організації американських прайд-парадів і заявив, що, «за найскромнішими підрахунками, понад 50 відсотків членів належать до ЛГБТ».

### Статуя Бафомета
2014 року «Сатанинський храм» почав збір грошей через краудфандинговий сайт Indiegogo на статую, що зображає Сатану в образі Бафомета і двох дітей у позі обожнювання з боків від нього. Спочатку статую планувалося встановити на Капітолії штату Оклахома поруч зі встановленим там пам'ятником Десяти заповідям «як посвяту американській свободі віросповідання і толерантності», але дозволу на це не отримали. Відкриття бронзового Бафомета висотою 2,7 метра і масою 1 тонна відбулося 25 липня 2015 року в промисловій будівлі в Детройті. У церемонії взяло участь близько 700 осіб, кожен з яких мав, у обмін на запрошення, «продати душу Сатані».

### Проти обмеження абортів
«Сатанинський храм» неодноразово висловлював підтримку проабортних ініціатив «Американської федерації планування сім'ї», оскільки один з основоположних принципів організації свідчить, що «тіло людини недоторканне і належить тільки їй». У штаті Міссурі представники «Сатанинського храму» протягом кількох років брали участь у судових процесах, виступаючи проти чинних обмежень на здійснення абортів, які порушують їхню релігійну свободу. Зокрема, сатаністи зажадали скасування обов'язкового ознайомлення вагітних пацієнток з антиабортною літературою і 72-годинного періоду очікування перед абортом. «Сатанинський храм» домагається скасування введених у Міссурі й Техасі нових правил поводження з останками людських ембріонів, які передбачають їх поховання або кремацію.
Джекс Блекмор (англ. Jex Blackmore), глава відділення «Сатанинського храму» в Детройті, яка зробила аборт на День подяки, веде в Інтернеті блог, задуманий як джерело інформації для жінок, які мають намір позбутися вагітності.
У відповідь на протест активістів руху на захист життя, які звинуватили «Планування сім'ї» в торгівлі фетальними останками абортованих плодів, «Сатанинський храм» 23 квітня 2016 року провів у Детройті акцію, у ході якої її учасники в масках немовлят, підгузках та з елементами фетиш-одягу влаштували самобичування перед камерами журналістів. Перформанс мав на меті «викрити фетишизацію ембріонів і їхніх останків».
У січні 2018 року активісти організації від імені якоїсь безіменної жінки (зазначена в документах як Мері Доу) подали до Верховного суду Міссурі позов до губернатора Міссурі Еріка Ґрайтенса з вимогою внести зміни до т. зв. «закону про усвідомлену згоду на аборт», згідно з яким, перед тим як зробити аборт, кожна жінка отримує брошуру, у якій сказано про те, що життя людини починається від моменту зачаття. Причиною позову слугував випадок з зазначеною жінкою, яка 2015 року, вирішивши перервати вагітність у клініці Сент-Луїса, змушена була чекати відведені законом 72 години, а також пройти УЗД і поставити підпис про те, що вона ознайомлена зі змістом згаданої брошури. Під час судового процесу представник позивачки заявив, що таким чином порушено релігійні переконання жінки, яка вважає, що виношуваний нею плід не є незалежною істотою, а лише згусток тканин, тоді як закон штату давав їй зрозуміти, що аборт однозначно є вбивством. Зі свого боку Джон Зауер, адвокат, що представляв інтереси влади штату, спростував твердження позивачів, указавши на те, що брошура дає не релігійне, а філософське тлумачення норм біоетики, а отже, закон жодним чином не сприяв зміні жінкою релігійних переконань, і що її ніхто не змушував погодитися з думкою про аборти і зародження життя.

### У школах
2016 року «Сатанинський храм», спираючись на постанову Верховного суду США, де йдеться про те, що «державна школа, яка дозволяє використовувати свої приміщення для світських груп, не має права на дискримінацію релігійних груп», запропонував учням початкових класів та їхнім батькам свою нову групу продовженого дня «Клуб Сатани після уроків» у всіх школах, де відкрито євангельський «Клуб благих вістей». За словами сатаністів, їхня освітня програма зосереджена на критичному мисленні, веселому дозвіллі та свободі думки". «Клуб Сатани після уроків» діє в школах Атланти, Лос-Анджелеса, Солт-Лейк-Сіті, Пенсаколи, Вашингтона, Тусона, Спрингфілда, Сіетла і Портленда; в деяких містах клуб закрився через брак коштів та волонтерів.
Також «Сатанинський храм» виступав із заявами проти тілесних покарань і фізичних обмежень для школярів.

### На виборах
У липні 2016 року демократ афроамериканець Стів Гілл (англ. Steve Hill), засновник відділення «Сатанинської церкви» у Лос-Анджелесі, який заявив про себе як про атеїста, що бореться за справжню релігійну свободу, балотувався до Сенату штату Каліфорнія і отримав 12 % голосів.

## Відділення
Штаб-квартира «Сатанинського храму» розташована в Сейлемі, штат Массачусетс. Організація має 18 відділень на території Сполучених Штатів і 4 — в країнах Європи. Найбільші та найактивніші групи діють у Детройті і Лос-Анджелесі.
Членом «Сатанинського храму» є культовий кінорежисер Джон Вотерс.

## Критика ла-веївського сатанізму
Люсьєн Гривз відгукувався про вченні Ла-Вея як про застарілу версію сатанізму, критикуючи її за авторитаризм і ієрархічність, відсутність політичного лобіювання, наявність елементів соціал-дарвінізму і ніцшеанства, несумісних з теорією ігор, взаємним альтруїзмом і когнітивною наукою. Крім того, «Сатанинський храм» дистанціюється від властивих ла-веївському сатанізму віри в надприродне і використання магії.